# تعداد الكرد
يُقدر عدد السكان الأكراد ما بين 30 و45 مليون نسمة.[3][4] يعيش معظمهم في كردستان، والتي تنقسم اليوم بين كردستان الإيرانية وكردستان العراق وكردستان التركية وكردستان الايرانية.

## كردستان
يشكل المسلمون السنة أغلبية الشعب الكردي في كردستان ومعظمهم على المذهب الشافعي مع وجود أقليات شيعية ويزيدية ويارسانية ومسيحية ويهودية.

### تركيا
شكل الأكراد في تركيا 15.68% من إجمالي عدد السكان في عام 2006 وفقًا لتقرير صادر عن الوكالة التركية كوندا، مع تعداد سكان بلغ 11.4 مليون نسمة من إجمالي عدد السكان البالغ 73 مليونًا. ذكرت صحيفة "ملليت" التركية في عام 2008 أن عدد السكان الأكراد في تركيا يبلغ 12.6 مليون نسمة، شاملًا 3 ملايين من الزازا. وفقًا لكتاب "حقائق العالم"، شكل الشعب الكردي 19% من سكان تركيا في عام 2016.
يتركز الشعب الكردي في كردستان تركيا بشكل رئيسي في جنوب شرق الأناضول، ولكن يعيش عدد كبير من الأكراد في غرب تركيا نتيجة الهجرة الداخلية.
وفقًا لدراسة كوندا لعام 2019، شكل الأكراد حوالي 17% من إجمالي السكان البالغين في إسطنبول، وهم يشكلون ثاني أكبر مجموعة عرقية في إسطنبول بعد الأتراك، مع تقديرات تتراوح بين 3 إلى 4 ملايين. وعلى الرغم من أن الوجود الكردي الأولي في إسطنبول يعود إلى الفترة العثمانية المبكرة، فإن غالبية الأكراد في المدينة ينتمون إلى قرى في جنوب شرق الأناضول. إحدى أبرز الأسباب لتدفق الأكراد إلى إسطنبول هو تفريغ القرى الكردية من قبل تركيا خلال الصراع التركي الكردي.

### العراق
يشكل الكرد من 17% إلى 20% من سكان العراق ويشكلون الأغلبية في جميع المحافظات التابعة لإقليم كردستان العراق مع وجود في المناطق المتنازع عليها. يعيش حوالي 300 ألف كردي في العاصمة العراقية بغداد و50 ألف في مدينة الموصل وحوالي 100 ألف في أماكن أخرى في جنوب العراق.
انخرط الكرد بقيادة مصطفى بارزاني في قتال عنيف ضد الأنظمة العراقية المتعاقبة من عام 1960 إلى عام 1975. في مارس 1970 أعلن العراق عن خطة سلام تنص على الحكم الذاتي الكردي وكان من المقرر تنفيذها في غضون أربع سنوات ومع ذلك بدأ النظام العراقي حملات تعريب في منطقتي كركوك وخانقين الغنيتين بالنفط ولم يدم اتفاق السلام طويلًا حيث شنت الحكومة العراقية هجوما جديدا ضد الكرد في عام 1974 رافقته موجة أخرى من التعريب نقل من خلالها العرب إلى مناطق حقول النفط في كردستان خاصة تلك المحيطة بكركوك وتم ترحيل حوالي 200 ألف كردي بين عامي 1975 و1978 إلى أجزاء أخرى من العراق.

### إيران
الكرد في إيران يشكلون حوالي 10% من سكان إيران وفقًا لوكالة المخابرات المركزية في عام 2014 ومعظمهم من المسلمون السنة. يتركز الكرد الشيعة في محافظة كرمانشاه باستثناء مناطق عشيرة الجاف ومحافظة عيلام بالإضافة إلى بعض أجزاء محافظات كردستان وهمدان وزنجان وخراسان.

### سوريا
يعتبر الكرد أكبر أقلية عرقية في سوريا حيث يشكلون حوالي 10% من سكان البلاد ومعظمهم من المسلمين السنة وبعضهم من اليزيديين بالإضافة إلى عدد قليل من المسيحيين والعلويين ويتركزون في محافظة الحسكة ومحافظة حلب وتحديدًا في منطقتي عفرين وعين العرب كوباني.

## جنوب القوقاز
لا يُعرف أول ظهور للكرد في القوقاز ولكن كان للقبائل الكردية وجود في المنطقة من وقت لآخر مثال الشداديون أصحاب الإمارة الشدادية الكردية التي حكمت المنطقة الواقعة بين نهري كورا وآراس من القرن العاشر إلى القرن الثاني عشر وبدأت من مدينة دفين وشملت مدن بردعة وكنجه.

### أرمينيا
بلغ تعداد سكان الكرد في أرمينيا 37٫470 نسمة وفقًا لتعداد السكان الأرمني لعام 2011 ويعيشون بشكل رئيسي في الأجزاء الغربية من أرمينيا. بدأ الكرد في الاتحاد السوفيتي السابق بكتابة اللغة الكردية بالأبجدية الأرمنية لأول مرة في عشرينيات القرن الماضي تلتها الأبجدية اللاتينية في عام 1927 ثم الكريلية في عام 1945 والآن بالكريلية واللاتينية. أنشأ الكرد في أرمينيا إذاعة كردية في مدينة يريفان وأول صحيفة كردية عُرفت باسم Riya Teze كما يوجد قسم اللغة الكردية في معهد يريفان الحكومي للدراسات الشرقية وكانت أرمينيا أول دولة خارج كردستان تمنح الكرد إمكانية الوصول إلى وسائل الإعلام مثل الإذاعة والتعليم والصحافة باللغة الكردية ومع ذلك سُجل العديد من الكرد من عام 1939 إلى عام 1959 على أنهم أذر أو أرمن.

### جورجيا
بلغ تعداد سكان الكرد في جورجيا 20٫843 نسمة وفقًا لتعداد الجورجي لعام 2002 ويعيشون بشكل أساسي في العاصمة تبليسي ومدينة روستاوي.

## الشتات
سكنت مجموعات كردية في منطقة القوقاز وآسيا الوسطى في زمن الإمبراطورية الروسية وقُدر إجمالي عدد سكانهم حوالي 410 ألف نسمة في عام 1990.